# Carl von Braitenberg
Carl von Braitenberg (Merano, 6 febbraio 1892 – Bolzano, 19 gennaio 1984) è stato un politico italiano.
Altoatesino di lingua tedesca, ha militato nelle file della Südtiroler Volkspartei nel secondo dopoguerra.

## Biografia

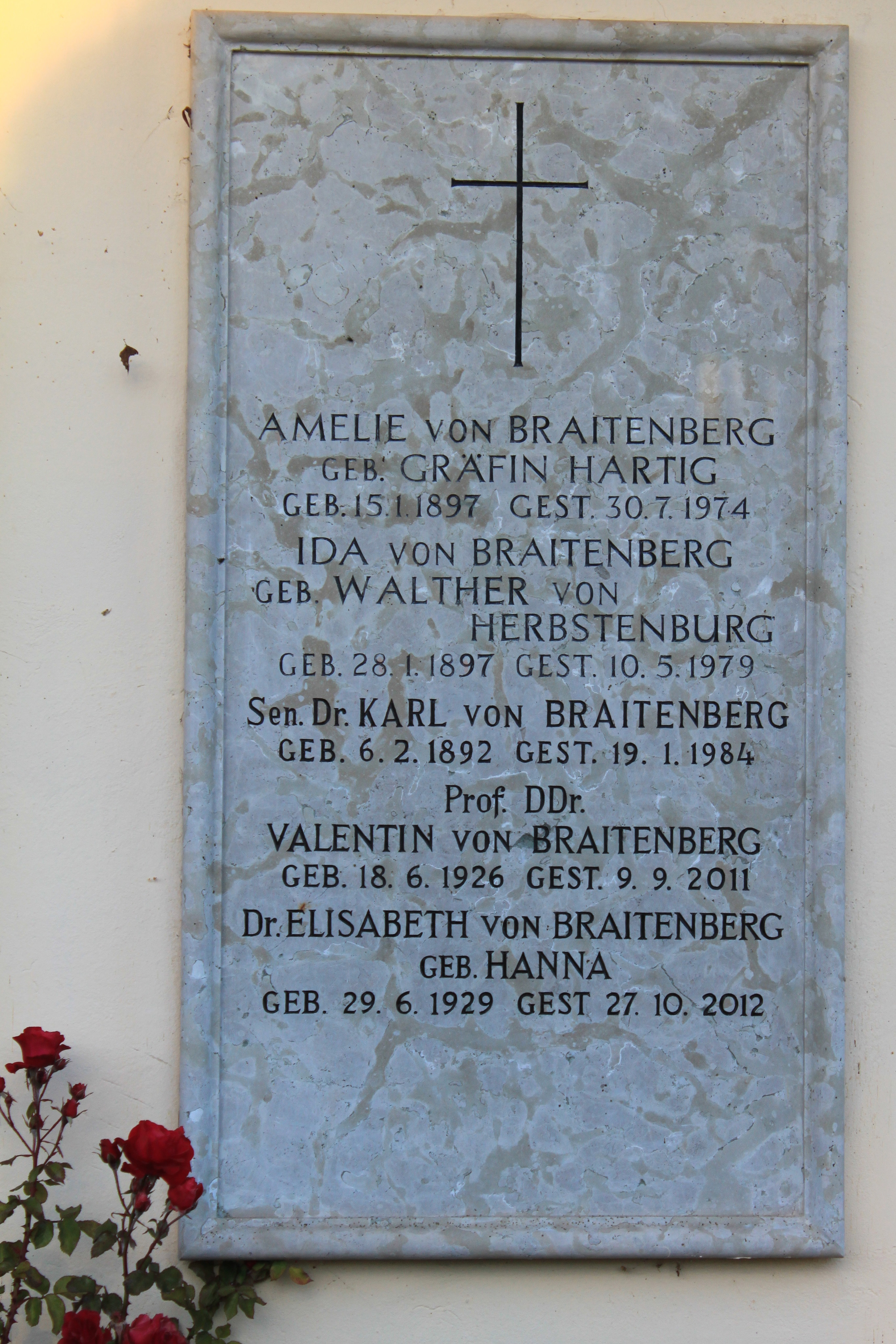
L'epitaffio familiare a Soprabolzano

Figlio di un medico, studiò giurisprudenza alle università di Vienna e Innsbruck, dove si laureò nel 1918. Dopo l'annessione del Tirolo meridionale all'Italia, fu assunto alla locale camera di commercio, da cui fu però allontanato in seguito alla politica di italianizzazione avanzata dal regime fascista. Fu dunque assunto come consulente legale dalla Cassa di Risparmio di Bolzano nel 1928, e dell'istituto bancario fu poi presidente dal 1945 al 1953.
Durante le Opzioni scelse di non partire per la Germania. Nel 1945 fu - per un breve periodo - vicesindaco di Bolzano. Nel 1948 fu eletto al Senato, dove fu confermato poi anche alle successive elezioni del 1953, in entrambi i casi con la Südtiroler Volkspartei. Dal 1958 al 1959 fu membro dell'Assemblea parlamentare europea di Strasburgo, istituita dai trattati di Roma.
Nel 1958 fu presidente dell'azienda di soggiorno e turismo di Bolzano.
È il padre dello scienziato Valentin von Braitenberg.

## Pubblicazioni
- (DE)  Zenoburg, die Meraner Akropolis. Ein Abriß ihrer Geschichte. In Der Schlern, 15, 1934, pp. 15–34 (digitalizzato dalla Biblioteca Dr. Friedrich Teßmann).
- (DE)  300 Jahre Schießstand in der Oberbozner „Sommerfrisch“, Amonn, Bolzano, 1968.
- (DE)  Unter schwarzbrauner Diktatur - Erinnerungen eines Familienvaters (Arunda, 27), Bolzano, Arunda, 1990.
- (DE)  Tiroler Schützen-Scheiben. Der Oberbozner Schießstand, Athesia, Bolzano, 1979.